# Arthur Michael Ramsey
Arthur Michael Ramsey (pron. /ˈræmzɪ/) (Cambridge, 14 novembre 1904 – Oxford, 23 aprile 1988) è stato un arcivescovo anglicano inglese, centesimo arcivescovo di Canterbury (nominato il 31 maggio 1961, in carica dal giugno 1961 al giugno 1974).
Studiò alla Repton School (uno dei suoi insegnanti a Repton fu il suo predecessore, il 99º arcivescovo di Canterbury Geoffrey Francis Fisher) e al Magdalene College di Cambridge, dove fu Presidente della Cambridge Union Society. Studiò successivamente teologia presso il Cuddesdon Theological College.
Dopo la sua ordinazione nel 1928 fu destinato a diversi compiti di insegnamento. Fu un accademico teologo di grande importanza: nel 1940 fu nominato canonico della cattedrale di Durham e professore di teologia all'Università di Durham; nel 1950 divenne regio professore di teologia a Cambridge. Nel 1952 fu consacrato vescovo di Durham e dal 1956 al 1961 fu arcivescovo di York.
Nel giugno 1961 succedette a Geoffrey Francis Fisher alla cattedra di Canterbury. Fu membro del gruppo dell'Alta Chiesa (High-Church group), e ciononostante si impegnò per accrescere l'autonomia della Chiesa Anglicana e fu attivo nel movimento ecumenico.
Dopo essersi ritirato come arcivescovo, nel 1974 fu creato Pari della Camera dei Lords a vita, come il barone Ramsey di Canterbury, in Kent, rendendogli possibile rimanere nella Camera dei Lords dove aveva già precedentemente seduto tra i Lords Spirituali. Gli succedette sulla cattedra Frederick Donald Coggan.
Tra i suoi lavori da studioso si possono elencare: Il Vangelo e la Chiesa cattolica (The Gospel and the Catholic Church 1931), La Resurrezione di Cristo (The Resurrection of Christ 1945), Introduzione alla fede cristiana (1961), Il prete cristiano oggi (1972), F. D. Maurice and the Conflict of Modern Theology (1951) e From Gore to Temple (1960).
Come molti altri arcivescovi di Canterbury del ventesimo secolo, Michael Ramsey presiedette un periodo di declino nella Chiesa Anglicana. Ciononostante fu amato e ampiamente rispettato nella chiesa, forse maggiormente che i suoi immediati predecessori o successori; ebbe la reputazione di essere compassionevole, di grande moralità e discreto.
La Ramsey House, una costruzione di alloggio del St Chad's College, nell'Università di Durham è battezzata così in onore di Micheal Ramsey.
Il fratello maggiore di Michael Ramsey, Frank Plumpton Ramsey nato nel 1903, fu un rinomato matematico e filosofo.